# P80 (Triebwerk)
Die P80 oder auch P80 FW ist ein Feststoff-Raketentriebwerk und erste Stufe der Trägerrakete Vega der Europäischen Weltraumorganisation ESA. Sie ist eine der größten aus einem Stück bestehenden Feststoffraketen der Welt. Seither wurde das Triebwerk vom stärkeren P120 der Vega-C abgelöst. 

## Geschichte
Im Jahr 2005 begann die Entwicklung der P80 innerhalb eines gemeinsamen Projekts der Europäischen Weltraumorganisation, des Centre national d’études spatiales und der Agenzia Spaziale Italiana. Der italienische Hersteller von Triebwerken und Turbinen Avio wurde der Hauptauftragnehmer. Schon Ende des Jahres 2006 fanden dann bereits erste Tests des Triebwerks im Centre Spatial Guyanais statt, der Jungfernflug am 13. Februar 2012.

## Technische Daten
| P80 FW              | P80 FW                                                                                                   |
| ------------------- | --- |
| Höhe                | 11,2 m / 12,50 m mit Stufenadapter / 10,50 m Motorgehäuse mit Stufe                                      |
| Durchmesser         | 3,00 m                                                                                                   |
| Startgewicht        | 95.916 kg                                                                                                |
| Leergewicht         | 7.408 kg                                                                                                 |
| Treibstoffgewicht   | 87.710 kg                                                                                                |
| Schub               | 2.100 kN Durchschnitt / 2.296 kN Startschub 2.502 kN maximal auf Meereshöhe / 3,015 kN maximal im Vakuum |
| Brennzeit           | 114,3 s                                                                                                  |
| Treibstoff          | HTPB 1912                                                                                                |
| Spezifischer Impuls | 2.745 m/s                                                                                                |
| Gesamtimpuls        | 240.740 kNs                                                                                              |
| Brennkammerdruck    | 9.500 kPa                                                                                                |
| Düse                | Expansionsverhältnis 16 Basisdurchmesser 0,47 m Düsendurchmesser 1,87 m Gewicht 2.249 kg                 |

## Weiterentwicklung
Eine leistungsgesteigerte Version P120 wurde für die Vega C, die Vega E wie auch für die Booster der Ariane 6 entwickelt. Für die nächste Generation von Trägerraketen ist das noch stärkere P160C in Entwicklung.